# Mmadikola
Mmadikola – wieś w Botswanie w dystrykcie Central. Według spisu ludności z 2011 roku wieś liczyła 830 mieszkańców.